# Michaël de Dappere

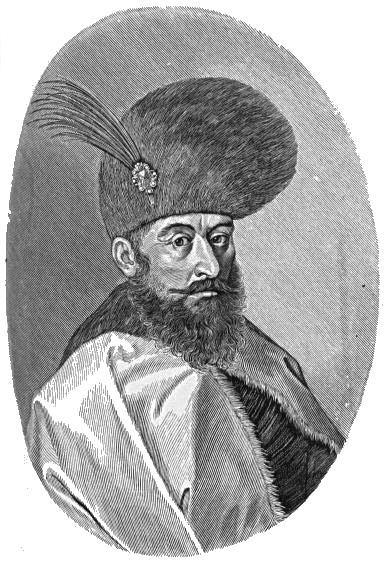
Michaël de Dappere / Mihai Viteazul

Michaël de Dappere (Roemeens: Mihai Viteazul (Drăgoești, 1558 - Aranyosgyéres, 9 augustus 1601), zoon van Pătrașcu cel Bun, wordt nu nog gezien als een van de belangrijkste "helden" van de Roemeense geschiedenis.
Hij was vorst van Walachije (1593-1601), Transsylvanië (1599-1600) en Moldavië (1600), en de eerste man die de drie vorstendommen verenigde.

## Het begin
In 1588 werd Michaël woiwode van Mehedinți, en in 1593 woiwode van Craiova, toen Walachije geregeerd werd door Alexandru cel Rău (Alexander de Slechte).
In september 1593 werd hij, mede dankzij de hulp van de Ottomanen, vorst van Walachije, dat hij begon te regeren vanaf 11 oktober.

## Oorlog tegen het Ottomaanse Rijk
Maar de Vijftienjarige Oorlog was bezig en niet veel later moest hij al de wapens opnemen tégen de Ottomanen, de eeuwenlange vijand van Walachije. Ondertussen verbeterde Michaël de vriendschap met Transsylvanië en Moldavië. Een jaar daarna hadden de Turken een deel van de Roemeense vlakte bezet, dus ging Mihai snel alle belangrijke Turkse steden aan de Donau veroveren, als tegenzet. Vlak daarna won hij belangrijke slagen van de Krim-Tataren en Turken bij Putineiu, Stănești en Șerpătești. Na deze overwinningen, ging ook Moldavië de strijd aan tegen de Turken. In 1595 verklaarde ook Transsylvanië de oorlog aan de Turken.
Op 13 augustus 1595 had Michaël de slag bij Călugăreni, nabij de Neajlov-rivier, gewonnen van de Turken. Maar hij had te weinig troepen om de bezette gebieden te bevrijden. Snel kwamen de Transsylvaniërs met een leger van 40.000 man en samen bevrijdden ze de steden Târgoviște (8 oktober 1595), Boekarest (12 oktober 1595) en Brăila (29 oktober 1595).
In 1596 trok Michaël met zijn troepen langs de steden Vidin, Pleven (toen Nicopolis) en Babadag, aan de andere kant van de Donau.
Eén jaar later, in 1597, volgde er een vrede tussen Walachije en het Ottomaanse Rijk.

## Vereniging van de vorstendommen

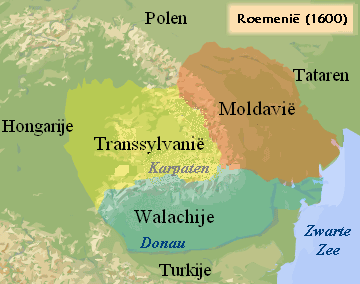
De drie vorstendommen onder Michaëls regering

### Transsylvanië
In de volgende jaren dreigde Transsylvanië geregeerd te worden door de koning van Polen. Dat zou ook het einde kunnen betekenen voor Moldavië en Walachije, dus verklaarde Michaël de oorlog aan Transsylvanië, op 5 oktober 1599, met het idee eerder te zijn dan de Polen. Hij kreeg hulp van de Habsburgers die tegelijkertijd Transsylvanië binnenvielen vanuit het westen, onder leiding van generaal Giorgio Basta.
Op 18 oktober 1599, won Michaël een heel belangrijke slag tegen de Transsylvaniërs, onder leiding van Bathory, in de slag om Șelimbăr. Hierdoor kreeg Michaël de controle over Transsylvanië.
Niet veel later trok Michaël met zijn troepen naar de Transsylvaanse hoofdstad Alba Iulia (toen Gyulafehérvár). Transsylvanië werd van nu af aan tot in 1600 geregeerd door Michaël de Dappere.

### Moldavië
Maar Walachije stond nog steeds onder druk van Polen, dus verklaarde Michaël ook de oorlog aan Moldavië, dat Poolse legers had in het land.
Michaël won de grootste slag, bij Bacău, tegen een gemixt Pools-Moldavisch leger onder leiding van Ieremia Movilă. Hierna veroverde hij Moldavië, en dus werden de drie vorstendommen, voor het eerst geregeerd door één leider, Michaël de Dappere.

## Michaëls einde (1600-1601)

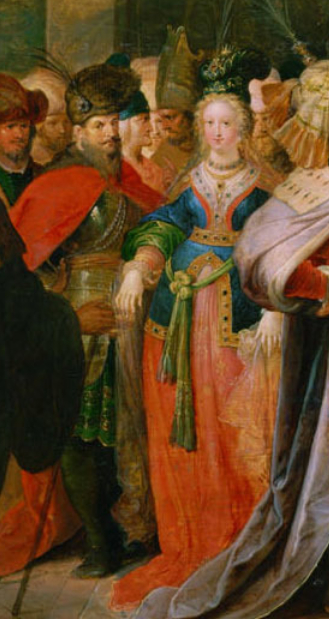
Michaël de Dappere kort voor zijn dood met zijn dochter Florica aan het hof van de Habsburgse keizer, Frans Francken, 1601

De buurlanden van Michaël schrokken van zijn groeiende macht, en vonden dat er een eind aan moest komen, vooral Hongarije, omdat het Hongaarse vorstendom Transsylvanië door hem veroverd was. Met behulp van de Habsburgse generaal Giorgio Basta wonnen de Hongaren de slag bij Mirăslău, waardoor Michaël Transsylvanië moest verlaten. Daarna viel het Poolse leger Moldavië binnen en versloegen Michaël bij Năieni, Ceptura en Bucov.
Daarna trokken de Polen naar Oost-Walachije, en zetten Simion Movilă op als leider van Oost-Walachije.
Het enige wat Michaël de Dappere nog over had was West-Walachije.
Michaël vroeg de Habsburgse Keizer Rudolf II om hulp, want hij zat in een noodsituatie.
Rudolf was al kwaad dat zijn generaal Basta Transsylvanië verloren had, en de Hongaren het hadden bezet.
Dus de Habsburgse keizer hielp Michaël door Basta, samen met Michaël, Oost-Walachije te laten bevrijden.
Daarna trokken Basta en Michaël naar Transsylvanië en wonnen van de Hongaren bij Gurăslău (toen Goroszló), op 3 augustus 1601. De Hongaren waren definitief verslagen.
Maar het nieuwe Walachije wilde Michaël blijkbaar niet meer als leider, en dus zette de Vlachen Simion Movilă aan de macht.
Een paar dagen later vermoordde Basta Michaël de Dappere op 9 augustus 1601 in Câmpia Turzii in Transsylvanië, om zelf de macht in Transsylvanië te behouden.
Roemenië heeft Michaël in 1916, 1941 en 2000 geëerd door een Orde van Michaël de Dappere voor dapperheid in te stellen.